# Mount Barkow
Mount Barkow är ett berg i Antarktis. Det ligger i Västantarktis. Argentina, Chile och Storbritannien gör anspråk på området. Toppen på Mount Barkow är 1 390 meter över havet, eller 142 meter över den omgivande terrängen. Bredden vid basen är 16,0 km.
Terrängen runt Mount Barkow är kuperad åt sydväst, men åt nordost är den platt. Trakten är obefolkad. Det finns inga samhällen i närheten.